# Rovna (samhälle i Bosnien och Hercegovina)
Rovna är ett samhälle i Bosnien och Hercegovina.   Det ligger i entiteten Federationen Bosnien och Hercegovina, i den centrala delen av landet, 70 km väster om huvudstaden Sarajevo. Rovna ligger 878 meter över havet och antalet invånare är 659.
Terrängen runt Rovna är kuperad. Närmaste större samhälle är Bugojno, 6,4 km sydväst om Rovna. 
Omgivningarna runt Rovna är en mosaik av jordbruksmark och naturlig växtlighet. Runt Rovna är det ganska tätbefolkat, med 93 invånare per kvadratkilometer.